# اسفنج آهکی زرد
اسفنج آهکی زرد (نام علمی: Clathrina clathrus) نام یک گونه از رده اسفنج‌های آهکی است.